# Карл Фольке
Карл Фольке (Carl Folke, нар.. 26 червня 1955, Стокгольм) — шведський вчений, еколог, спеціаліст по сталому розвитку. Директор і професор Інституту екологічної економіки Беєра Шведської королівської академії наук і директор з науки Stockholm Resilience Centre (на обох директорських посадах — з 2007), член Шведської королівської академії наук (2002) і іноземний член НАН США (2017).
Входить до числа найбільш високоцитованих вчених у світі згідно Web of Science, консультував з екології уряд Швеції.

## Життєпис
Карл Фольке народився 1955 року. Він здобув університетські ступені з економіки та адміністрування, і біології з фокусом на екології.
Ступінь доктора філософії отримав у Стокгольмському університеті в 1990 році на кафедрі системної екології. У 1991 році провів два місяці як постдок у Бостонському університеті.
Потім з того ж року по 1996 рік Карл Фольке обіймав посаду заступника директора Інституту екологічної економіки Беєра Шведської королівської академії наук. З 1994 року асоційований професор, з 1996 року професор Стокгольмського університету (2007), і в 1999—2006 роках директор Центру міждисциплінарного екологічного дослідження.
У 2007 році був призначений директором Інституту екологічної економіки Беєра Шведської королівської академії наук і з того ж року також директором з науки Stockholm Resilience Centre, співзасновник останнього. Брав участь у роботі над Millennium Ecosystem Assessment[en]. Почесний доктор бельгійського Левенского католицького університету (2015).
Одружений, троє дітей.
З 2002 року шеф-редактор журналу Ecology and Society, член редколегій інших журналів.
Карл Фольке — автор понад 200 наукових робіт, включаючи 15 в Science і Nature.
Нагороди та відзнаки
- Marine Fellow, Pew Charitable Trusts (1995)[7]
- Sustainability Science Award, Екологічне товариство Америки (2004, в числі перших удостоєних)
- Ebba and Sven Schwartz Scientific Award (2016)
- Planet and Humanity Medal, Міжнародний географічний союз (2016)
- Sweden Science Impact Award (2017)
- Gunnerus Sustainability Award (2017)[5]